# Saint-Frézal-d'Albuges
Saint-Frézal-d'Albuges è un comune francese di 53 abitanti situato nel dipartimento della Lozère nella regione dell'Occitania.

## Società

### Evoluzione demografica
Abitanti censiti